# Egomaniac feedback
『egomaniac feedback』（エゴマニアック フィードバック）は、ロックバンド・凛として時雨のフロントマン・ギター・ボーカルであるTKがTK from 凛として時雨名義として、2021年10月13日にソニー・ミュージックアソシエイテッドレコーズから発売された1枚目のベスト・アルバム。

## 概要
2021年、TKがTK from 凛として時雨としてのソロプロジェクトの活動10周年という節目にリリースされた、自身初のベスト・アルバム。アニメ『東京喰種トーキョーグール』の主題歌「unravel」を始め、映画『スパイダーマン:スパイダーバース』の日本語吹き替え主題歌「P.S. RED I」などのアニメや映画の主題歌や表題曲、ライブでの定番曲や人気曲、TKのライブSEとして使用されている「kanazawan」を収録したDISC 1と、ヨルシカのsuisをゲストボーカルに向かえた「melt」など、過去10年間に様々なアーティストとコラボレーションした楽曲に加え、新曲4曲を収めたDISC 2の2枚組で全27曲が収録されている。またミックスは楽曲によって、改めてTKが自身でミックスを施している。
アルバムには新曲4曲も収録しており、2021年10月1日から放送されたテレビアニメ『15周年 コードギアス 反逆のルルーシュ』の新エンディングテーマ「will-ill」、他3曲にはコラボアーティストとして阿部芙蓉美が参加した新曲「Super bloom (with 阿部芙蓉美)」、UNISON SQUARE GARDENとXIIXの斎藤宏介がギターとボーカルで参加したセルフカバーのボーナストラック「掌の世界 (with 斎藤宏介 from UNISON SQUARE GARDEN)」、miletがゲストボーカルとして参加した新曲「Future Tone Bender (with milet)」が収録された。
2021年7月16日に本アルバムの発売とツアー「TK from 凛として時雨 egomaniac feedback tour 2021」を発表。8月5日に収録内容が一部発表され、8月27日に全収録内容が解禁された。9月28日と10月2日には8月の発表の際に名前が伏せられていたコラボアーティストが発表された。

## リリース
本作は通常盤と初回生産限定盤の2形態で発売された。初回生産限定盤の付属Blu-rayには、過去に制作された全ミュージック・ビデオが収められるほか、入手困難になっている2011年発表のソロデビュー作『film A moment』の映像が再収録、2021年7月17日にWOWOWでオンエアされたライブ映像「TK from 凛として時雨 10th Anniversary Session presented by WOWOW」の本編映像が収録。ライブ映像はドキュメンタリーパートに追加および再編集が加えられ、全曲にマスタリングが施されて収録されている。また、スペシャルヒストリーと撮り下ろしフォトブックレットも付属した。
| 形態           | 規格        | 規格品番     |
| -------------- | ----------- | ------------ |
| 初回生産限定盤 | 2CD+Blu-ray | AICL-4120～3 |
| 通常盤         | 2CD         | AICL-4124～5 |

## 楽曲解説
will-ill

10月13日にシングルリリースされ、シングルはアニメのビジュアルを使用した完全限定盤CDとして発売された。
10月15日にミュージックビデオが公開された。
Future Tone Bender (with milet)
ギターの歪みと、TKとmiletのボーカルの掛け合いが高揚感を呼ぶロック・ナンバー。トーンベンダー系のファズサウンドによるオルタナ感と、アッパーなビートが融合しており、miletの存在感のある歌声やネイティブな英語アクセントなどが聴きどころとなっている。
TKとmiletの初対面時のミーティングで、「ロックな曲をやってみたい」というmiletの言葉に呼応する形でTKによる楽曲制作がスタートした。
10月7日よりJ-WAVEで放送される「SONAR MUSIC」にて初オンエアされた。
11月11日にはミュージックビデオがYouTubeにてプレミア公開された。ミュージックビデオはTK初の試みとなるフルCGとなり、CGやモーション・グラフィックスを主軸としたクリエイティブ・エージェンシー「SIGNIF」が制作した。3か月の制作期間を経て、互いの掛け合いが徐々に浸食していく楽曲の世界観を映画さながらで表現し完成に至っている。
Super bloom (with 阿部芙蓉美)
壮麗なストリングスが生命の躍動を伝え、弦とピアノの美しい旋律に阿倍の優しい包み込むようなボーカルが乗せられた楽曲。歌詞はTKと安部が共作しており、楽曲のムードに大きく貢献している。
10月13日にはミュージックビデオがYouTubeでプレミア公開された。
掌の世界 (with 斎藤宏介 from UNISON SQUARE GARDEN)
TKが2013年にSMAPに提供した楽曲のセルフカバー。斎藤はボーカルとギターで参加しており、TKが男性ボーカリストを客演に招くのは今回が初となる。
2021年9月28日よりJ-WAVEで放送される斎藤のレギュラー番組「THE KINGS PLACE」にて初オンエアされた。

## 収録曲

### DISK 1・2 (CD)
| 全作詞・作曲: TK。 |                                  |           |            |                                |       |
| #                  | タイトル                         | 作詞      | 作曲・編曲 | 編曲                           | 時間  |
| 1.                 | 「kanazawan」                    | TK        | TK         | TK from 凛として時雨           | 02:49 |
| 2.                 | 「film A moment (film edition)」 | TK        | TK         | TK from 凛として時雨           | 07:46 |
| 3.                 | 「haze」                         | TK        | TK         | TK from 凛として時雨           | 04:06 |
| 4.                 | 「contrast」                     | TK        | TK         | TK from 凛として時雨           | 05:02 |
| 5.                 | 「unravel」                      | TK        | TK         | TK from 凛として時雨           | 04:03 |
| 6.                 | 「Fantastic Magic」              | TK        | TK         | TK from 凛として時雨           | 04:10 |
| 7.                 | 「Secret Sensation」             | TK        | TK         | TK from 凛として時雨           | 04:58 |
| 8.                 | 「Signal」                       | TK        | TK         | 河野圭                         | 05:25 |
| 9.                 | 「Wonder Palette」               | TK        | TK         | TK from 凛として時雨           | 05:05 |
| 10.                | 「katharsis」                    | TK        | TK         | TK from 凛として時雨           | 04:26 |
| 11.                | 「memento」                      | TK        | TK         | TK from 凛として時雨           | 06:36 |
| 12.                | 「P.S. RED I」                   | TK        | TK         | TK from 凛として時雨           | 04:21 |
| 13.                | 「蝶の飛ぶ水槽」                 | TK        | TK         | TK from 凛として時雨           | 06:05 |
| 14.                | 「yesworld」                     | TK        | TK         | TK from 凛として時雨           | 04:51 |
| 15.                | 「will-ill」                     | TK        | TK         | 吉田篤貴, TK from 凛として時雨 | 05:10 |
| 16.                | 「daylily」                      | TK        | TK         | TK from 凛として時雨           | 02:38 |
| 合計時間:          | 合計時間:                        | 合計時間: | 77:31      |                                |       |

| 全作曲: TK from 凛として時雨。 |                                                                     |                                  |                      |                              |       |
| #                              | タイトル                                                            | 作詞                             | 作曲・編曲           | 編曲                         | 時間  |
| 1.                             | 「white silence (film edition)」                                    | TK from 凛として時雨             | TK from 凛として時雨 | TK from 凛として時雨         | 07:17 |
| 2.                             | 「Shinkiro」                                                        | TK from 凛として時雨             | TK from 凛として時雨 | TK from 凛として時雨         | 05:04 |
| 3.                             | 「Shandy」                                                          | TK from 凛として時雨             | TK from 凛として時雨 | TK from 凛として時雨         | 04:35 |
| 4.                             | 「moving on」                                                       | TK from 凛として時雨             | TK from 凛として時雨 | TK from 凛として時雨         | 04:40 |
| 5.                             | 「melt (with suis from ヨルシカ)」                                  | TK from 凛として時雨             | TK from 凛として時雨 | TK from 凛として時雨         | 04:46 |
| 6.                             | 「copy light」                                                      | TK from 凛として時雨             | TK from 凛として時雨 | 須原杏                       | 05:05 |
| 7.                             | 「彩脳 - Sui Side -」                                               | 石田スイ                         | TK from 凛として時雨 | TK from 凛として時雨, 河野圭 | 04:38 |
| 8.                             | 「unravel (with n-buna from ヨルシカ Remix)」                       | TK from 凛として時雨             | TK from 凛として時雨 | n-buna                       | 03:56 |
| 9.                             | 「Future Tone Bender (with milet)」                                 | Mes, milet, TK from 凛として時雨 | TK from 凛として時雨 | TK from 凛として時雨         | 03:52 |
| 10.                            | 「Super bloom (with 阿部芙蓉美)」                                   | 阿部芙蓉美, TK from 凛として時雨 | TK from 凛として時雨 | 須原杏, TK from 凛として時雨 | 04:13 |
| 11.                            | 「掌の世界 (with 斎藤宏介 from UNISON SQUARE GARDEN)」(Bonus Track) | TK from 凛として時雨             | TK from 凛として時雨 | TK from 凛として時雨         | 04:14 |
| 合計時間:                      | 合計時間:                                                           | 合計時間:                        | 合計時間:            | 52:20                        |       |

### DISC 3 (Blu-ray)
| #  | タイトル          | 作詞 | 作曲・編曲 |
| -- | ----------------- | ---- | ---------- |
| 1. | 「introduction」  |      |            |
| 2. | 「white silence」 |      |            |
| 3. | 「film A moment」 |      |            |

| #   | タイトル                                      | 作詞 | 作曲・編曲 |
| --- | --------------------------------------------- | ---- | ---------- |
| 1.  | 「haze」                                      |      |            |
| 2.  | 「contrast」                                  |      |            |
| 3.  | 「unravel」                                   |      |            |
| 4.  | 「Fantastic Magic」                           |      |            |
| 5.  | 「tokio」                                     |      |            |
| 6.  | 「Secret Sensation」                          |      |            |
| 7.  | 「like there is tomorrow」                    |      |            |
| 8.  | 「Signal」                                    |      |            |
| 9.  | 「Wonder Palette」                            |      |            |
| 10. | 「katharsis」                                 |      |            |
| 11. | 「P.S. RED I」                                |      |            |
| 12. | 「melt (with suis from ヨルシカ)」            |      |            |
| 13. | 「蝶の飛ぶ水槽」                              |      |            |
| 14. | 「copy light」                                |      |            |
| 15. | 「Dramatic Slow Motion (Reconstructed 2020)」 |      |            |
| 16. | 「unravel (n-buna from ヨルシカ Remix)」      |      |            |
| 17. | 「yesworld」                                  |      |            |

| #   | タイトル           | 作詞 | 作曲・編曲 |
| --- | ------------------ | ---- | ---------- |
| 1.  | 「haze」           |      |            |
| 2.  | 「Wonder Palette」 |      |            |
| 3.  | 「Signal」         |      |            |
| 4.  | 「彩脳 -TK Side-」 |      |            |
| 5.  | 「_flagment #1」   |      |            |
| 6.  | 「invalid phrase」 |      |            |
| 7.  | 「鶴の仕返し」     |      |            |
| 8.  | 「katharsis」      |      |            |
| 9.  | 「memento」        |      |            |
| 10. | 「_flagment #2」   |      |            |
| 11. | 「moving on」      |      |            |
| 12. | 「melt」           |      |            |
| 13. | 「_flagment #3」   |      |            |
| 14. | 「片つ」           |      |            |
| 15. | 「unravel」        |      |            |
| 16. | 「_flagment #4」   |      |            |
| 17. | 「yesworld」       |      |            |
| 18. | 「film A moment」  |      |            |

## 演奏
Disc 1
- TK
  - Vocal (#2-15)
  - Guitar
  - Programming (#1.12.14)
  - Piano (#2)
  - Strings Arrangement (#15)
- 平井真美子：Piano (#1.3.4.5.6.9.16)
- 日向秀和 (ストレイテナー、Nothing's Carved In Stone)：Bass (#2-7)
- BOBO
  - Drums (#2-15)
  - Timpani (#15)
- 佐藤帆乃佳：Violin (#2-6.8.10.11.12.14)
- 坂本圭：Flute & Tin Whistle (#2)
- 345 (凛として時雨)：Chorus (#2)
- ピエール中野 (凛として時雨)：Guitar Arpeggio (#2)
- 田中景子：Viola (#3)
- 橋本歩：Cello (#3)
- 須原杏：Violin (#4.15)
- 菊地幹代：Viola (#4.10.11)
- 結城貴弘：Cello (#4)
- Ayasa：Violin (#7)
- 山口寛雄：Bass (#8.9)
- 河野圭：Strings Arrangement (#8)
- 佐藤帆乃佳ストリングス：Strings (#8)
- 雨宮麻未子：Violin (#9)
- 吉田一郎不可触世界：Bass (#10.13.14.15)
- 世武裕子：Piano (#10.11)
- 村中俊之：Cello (#10.11.15)
- Malachi：Programming (#12)
- 小松陽子：Piano (#12.13)
- 鎌野愛：Chorus (#13)
- ちゃんMARI (ゲスの極み乙女。)：Piano, Synthesizer, Chorus (#14.15)
- 吉田篤貴：Violin & Strings Arrangement (#15)
- 内田麒麟：Cello (#15)

Disc 2
- TK
  - Vocal & Guitar
  - Bass (#1)
  - Programming (#4.5.9)
  - Strings Arrangement (#10)
- 湯川潮音：Guest Vocal (#1)
- 結城泰範：Drums (#1)
- 平井真美子：Piano (#1.2)
- Chara：Guest Vocal (#2)
- 日向秀和：Bass (#2.3)
- 柏倉隆史 (toe, the HIATUS)：Drums (#2)
- BOBO：Drums (#3.4.6.7.9.10)
- 大古晴菜：Piano (#3)
- 佐藤帆乃佳：Violin (#3.6.7)
- Salyu：Guest Vocal (#4)
- 吉田一郎不可触世界：Bass (#4.9.10)
- suis (ヨルシカ)：Guest Vocal (#5)
- 山口寛雄：Bass (#6)
- 小松陽子：Piano (#6)
- 須原杏
  - Violin (#6.7.9.10)
  - Viola (#6)
  - Strings Arrangement (#6.10)
- 田島華乃
  - Violin (#6)
  - Viola (#6.7)
- 関口将史：Cello (#6.7)
- 又吉直樹 (ピース)：Words Produce (#6)
- キタニタツヤ：Bass (#7)
- 中村未来 (Co shu Nie)：Piano (#7)
- 河野圭：Strings Arrangement (#7)
- n-buna (ヨルシカ)：Remix (#8)
- milet：Guest Vocal (#9)
- 内田麒麟：Cello (#9.10)
- Malachi：Programming (#9)
- 阿部芙蓉美：Guest Vocal (#10)
- ちゃんMARI (ゲスの極み乙女。)：Piano (#10)
- 吉田篤貴：Violin (#10)
- 村中俊之：Cello (#10)
- 斎藤宏介 (UNISON SQUARE GARDEN、XIIX)：Vocal & Guitar (#11)
- 須藤優 (XIIX)：Bass (#11)
- Tony.M：Drums (#11)

## TK from 凛として時雨 egomaniac feedback tour 2021
本アルバムのタイトルを冠し、3か所で開催された東名阪ツアー。TK本人がかねてより思い入れがあるという会場、東京国際フォーラム・ホールAをツアーファイナルとしている。アルバムと対照的に、ライブは収録曲をメインにしながらレアなナンバーもあるセットリストになっていた。
ローソンチケットではオフィシャル先行抽選予約を8月29日まで受け付けられた。2022年4月20日にリリースしたライブ映像作品『feedback from』では、東京国際フォーラム・ホールAの公演が収録された。

### 最終公演
東京・東京国際フォーラム ホールAでの最終公演は、音楽ナタリーとリアルサウンドがライブレポートしている。メンバーとして、ベースは吉田一郎不可触世界、ドラムはBOBO、キーボードはゲスの極み乙女。とichikoroのちゃんMARI、ヴァイオリンは須原杏、チェロは内田麒麟で編成された。
ライブはアニメ『東京喰種トーキョーグール：re』のオープニングテーマに起用された「katharsis」で幕開け。後半になるについてそのパフォーマンスは熱を帯び、続けざまに「Abnormal trick」と「flower」をプレイし、その後TKは「こんばんは、TKです。いつの間にか10年が経ちました。今日はよろしくお願いします」と言葉少なげで簡単に挨拶している。続いて「haze」「Secret Sensation」「Signal」「memento」を演奏。ライブ中盤では、TKが椅子に腰かけてハンドマイク1本で「罪の宝石」を、ストリングスと鍵盤のサウンドに乗せて歌唱した。「unravel」「Fantastic Magic」「Shandy」などを経て、本編ラストに最新曲「will-ill」をプレイし、ステージを後にした。
しばし続くアンコールの拍手を受け、TKとバンドメンバーが再び舞台に登場。「最終日なので、新曲をもう一度やります。ギターの音が鳴りやまない病気になってしまったので、次はバシッと止めます」という言葉に続け、「will-ill」を再度演奏。「Super bloom」と「P.S. RED I」の演奏後も拍手は鳴りやまず、ダブルアンコールでTKは以下の感謝の気持ちを述べている。

10年間ずっとこんな感じですが、来年は時雨が結成20年なんです。10年前、突然こういったソロプロジェクトが始まることになりましたが、こんな景色が見れるなんて考えてもみなかったですし、先が見えないものに飛び込まないタイプで……ベルリンでは池に飛び込みましたけど。飛び込んだ結果、大事な何かが失われたような気持ちで不安にかられる時もありますけど、飛び込まなきゃ見えないこともあるんだな。こうして皆さんが聴きに来てくれていることが、とても嬉しいです。ありがとうございます。
—TK,「TK from 凛として時雨 egomaniac feedback tour 2021」最終公演にて

ラストには、ソロ初作品のタイトルにも冠された楽曲「film A moment」を演奏し、持っていたギターをステージの床に置き、おもむろに舞台を去って行った。ライブの終演後には、凛として時雨の全国ツアー「DEAD IS ALIVE TOUR 2022」が2022年5月から6月にかけて開催されることが発表された。

### ツアースケジュール
- 2021年10月3日　大阪・Zepp Namba
- 2021年10月9日　愛知・Zepp Nagoya
- 2021年10月23日　東京・東京国際フォーラム ホールA